# 武夷君
武夷君，又稱武夷王、是閩越人的古老神祇，中國福建武夷山的山神。

## 簡介
南宋理學家朱熹《武夷图序》：“武夷之名著自汉世，祀以干鱼，不知果何神也。今建宁府崇安县南二十余里，有山名武夷，相传即神所宅。”朱熹引用《史記》記載，汉武帝曾以乾魚祭祀武夷君。朱熹認為武夷君應該也是一個隱士，“盖亦避世之士，生为众所臣服，没而传以为仙也”。

## 封號
武夷君因神蹟不斷，香火鼎盛，在宋代四次接受朝廷的封贈。
- 紹聖二年（1095年）朝廷敕封顯道真人。
- 元符元年（1098年）加封顯道真君。
- 端平元年（1234年）加封顯道普利真君。
- 嘉熙二年（1238年）加封顯道普利沖元真君。